# (10009) Hirosetanso
(10009) Hirosetanso est un astéroïde de la ceinture principale.

## Description
(10009) Hirosetanso est un astéroïde de la ceinture principale. Il fut découvert le 12 mars 1977 à Kiso par Hiroki Kosai et Kiichiro Hurukawa. Il présente une orbite caractérisée par un demi-grand axe de 2,40 UA, une excentricité de 0,10 et une inclinaison de 4,1° par rapport à l'écliptique.
Il a été nommé en l'honneur du confucéen japonais Hirose Tanso (1782-1856).

## Compléments